# Phú Sát thị
Phú Sát thị (chữ Hán: 富察氏) là một họ của người Mãn Thanh, thuộc vào hàng Mãn tộc Bát đại tính
Theo sử tộc Nữ Chân, Phú Sát thị gọi là Bồ Sát thị (蒲察氏), thời nhà Kim chỉ đứng thứ hai sau hoàng tộc Ái Tân Giác La thị là vì gia tộc này thường cùng Hoàn Nhan thị liên hôn. Đến thời nhà Minh, chi hệ của Phú Sát thị tán dật ra các địa phương như Sa Tế, Ngạch Nghi Hồ, Diệp Hách, Trát Khố Tháp, Hắc Long Giang, Huy Phát, Cát Lâm và Núi Trường Bạch. Dòng họ Phú Sát thị ở thời Thanh nổi tiếng nhất là của Vượng Cát Nỗ (旺吉努), thế cư Sa Tế, sinh ra Đại học sĩ Mã Tề, Hiếu Hiền Thuần Hoàng hậu và cha con Đại học sĩ Phó Hằng cùng Phúc Khang An.
Thời Dân Quốc trở đi, họ Phú Sát thị lấy các họ người Hán như họ Phú (富), Phó (傅), Khang (康), Hắc (黑), Tông (宗), Lý (李),...

## Nhân vật nổi tiếng
- Thanh Thái Tổ Kế phi Phú Sát thị, kế thê của Thanh Thái Tổ Nỗ Nhĩ Cáp Xích.
- Mễ Tư Hàn, làm đến Thượng thư bộ Hộ thời Khang Hi Đế.
- Hiếu Hiền Thuần hoàng hậu Phú Sát thị, nguyên phối của Càn Long Đế.
- Tấn phi Phú Sát thị, phi tần của Càn Long Đế
- Phó Hằng, em ruột của Hiếu Hiền Thuần Hoàng Hậu.
- Điềm tần,Trắc Phúc Tấn của Trí Thân Vương,sau là Đạo Quang Đế
- Thục Thận Hoàng quý phi Phú Sát thị, phi tần của Đồng Trị Đế.